# Diezel
Diezel var ett musikprogram som sändes i SVT mellan 1992 och 1994. Programmet inriktade sig på rock, hårdrock, grunge och heavy metal.

### Fotnoter
1. ↑  ”Diezel”. Svensk mediedatabas. 1991-1994. http://smdb.kb.se/catalog/search?q=Diezel&sort=OLDEST. Läst 21 november 2013.